# Cellule de Hambourg

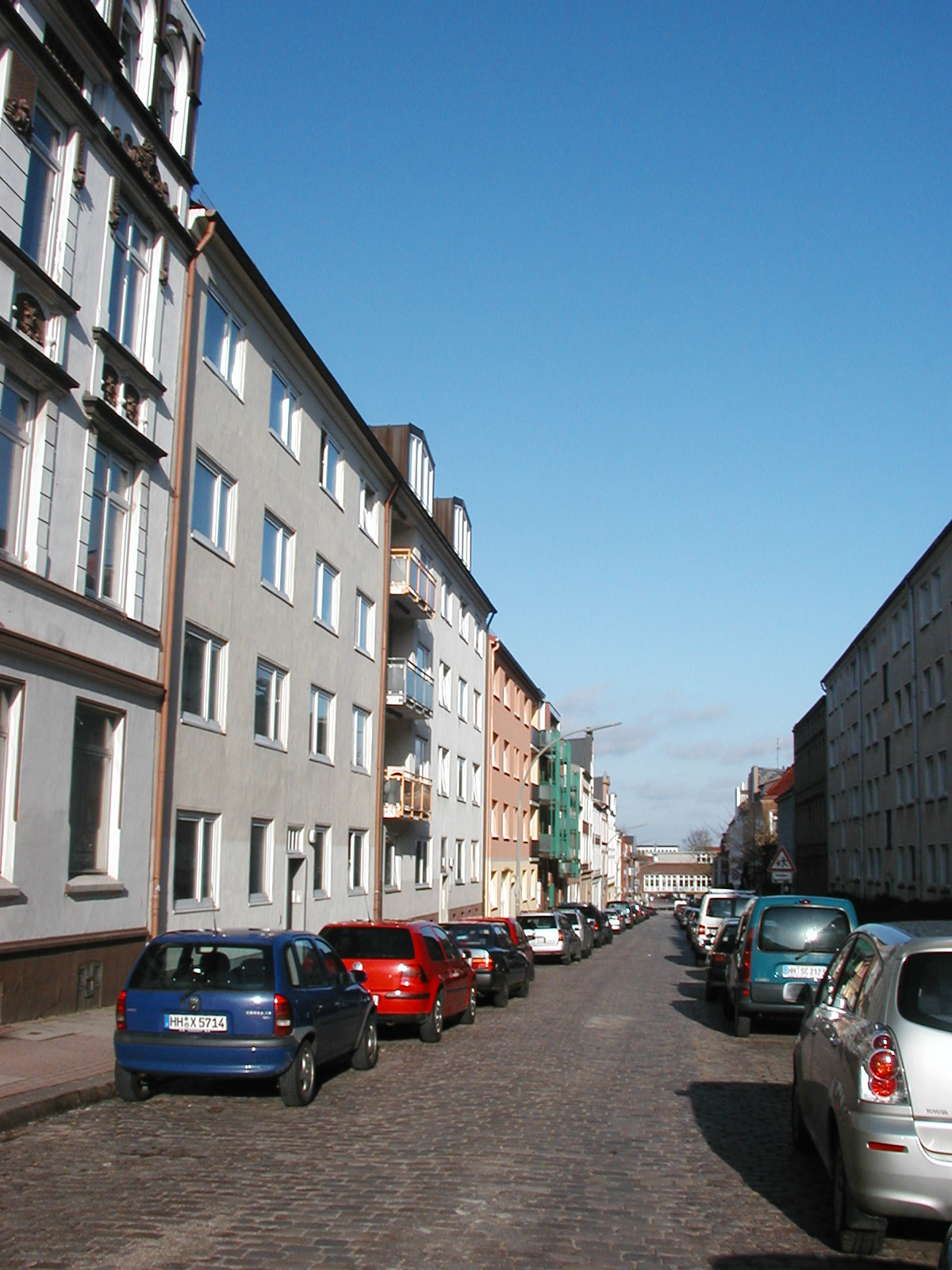
Marienstraße à Hambourg, où Mohamed Atta, chef des pirates de l'air qui ont participé aux attentats du 11 septembre 2001, a vécu de 1998 à 2001.

La cellule de Hambourg (allemand : Hamburger Terrorzelle, anglais : Hamburg cell) était, selon les agences de renseignement américaine et allemande, un des groupes d'islamistes radicaux basés à Hambourg, en Allemagne, qui comprenait des étudiants qui ont fini par être des personnes clés des attentats du 11 septembre 2001.
La préparation des attaques aurait démaré en 1999, on peut donc dater la création de cette-dite cellule à cette année-là.
Parmi les membres importants, Mohammed Atta, qui a dirigé les quatre équipes du détournement et a piloté le vol 11 American Airlines, Ramzi Bin al-Shibh, qui a conspiré mais a été incapable d'entrer aux États-Unis et Marwan al-Shehhi, qui a piloté le vol 175 United Airlines. Des membres moins importants comme Said Bahaji, Zakariya Essabar, Mounir al-Motassadeq et Abdelghani Mzoudi en font également partie. Ziad Jarrah, qui a piloté le vol 93 United Airlines et a raté une cible inconnue à Washington, est parfois considéré comme faisant partie de la cellule de Hambourg.